# Lakewood Shores
Lakewood Shores is een plaats (census-designated place) in de Amerikaanse staat Illinois, en valt bestuurlijk gezien onder Will County.

## Demografie
Bij de volkstelling in 2000 werd het aantal inwoners vastgesteld op 1487.

## Geografie
Volgens het United States Census Bureau beslaat de plaats een oppervlakte van 7,1 km², waarvan 6,0 km² land en 1,1 km² water.

## Plaatsen in de nabije omgeving
De onderstaande figuur toont nabijgelegen plaatsen in een straal van 12 km rond Lakewood Shores.